# ダヌシュ
ダヌシュ（Dhanush、1983年7月28日 - ）は、インドのタミル語映画で活動する俳優、映画プロデューサー、映画監督、脚本家、作詞家、プレイバックシンガー。ヒンディー語映画にも出演している。
2002年に父カストゥリ・ラージャが監督した『Thulluvadho Ilamai』で俳優デビューし、2011年に出演した『Aadukalam』で国家映画賞 主演男優賞を受賞した。2011年には「Why This Kolaveri Di」を発表し、YouTubeで再生回数1億回を超えるヒットソングとなった。また映画製作会社ワンダーバー・フィルムズを設立してプロデューサーとしても活動しており、フィルムフェア賞 南インド映画部門で7つの賞を受賞している。

## 人物
父カストゥリ・ラージャは監督、プロデューサーとして活動している。兄セルヴァラーガヴァンも監督として活動しており、ダヌシュは兄に誘われ俳優となった。2004年11月18日にラジニカーントの娘アイシュワリヤーと結婚し、2人の息子をもうけたが、2022年1月17日に別居を発表した。その後、2024年4月に離婚協議に入り、同年11月に離婚が成立した。

## キャリア

### 2002年 - 2010年

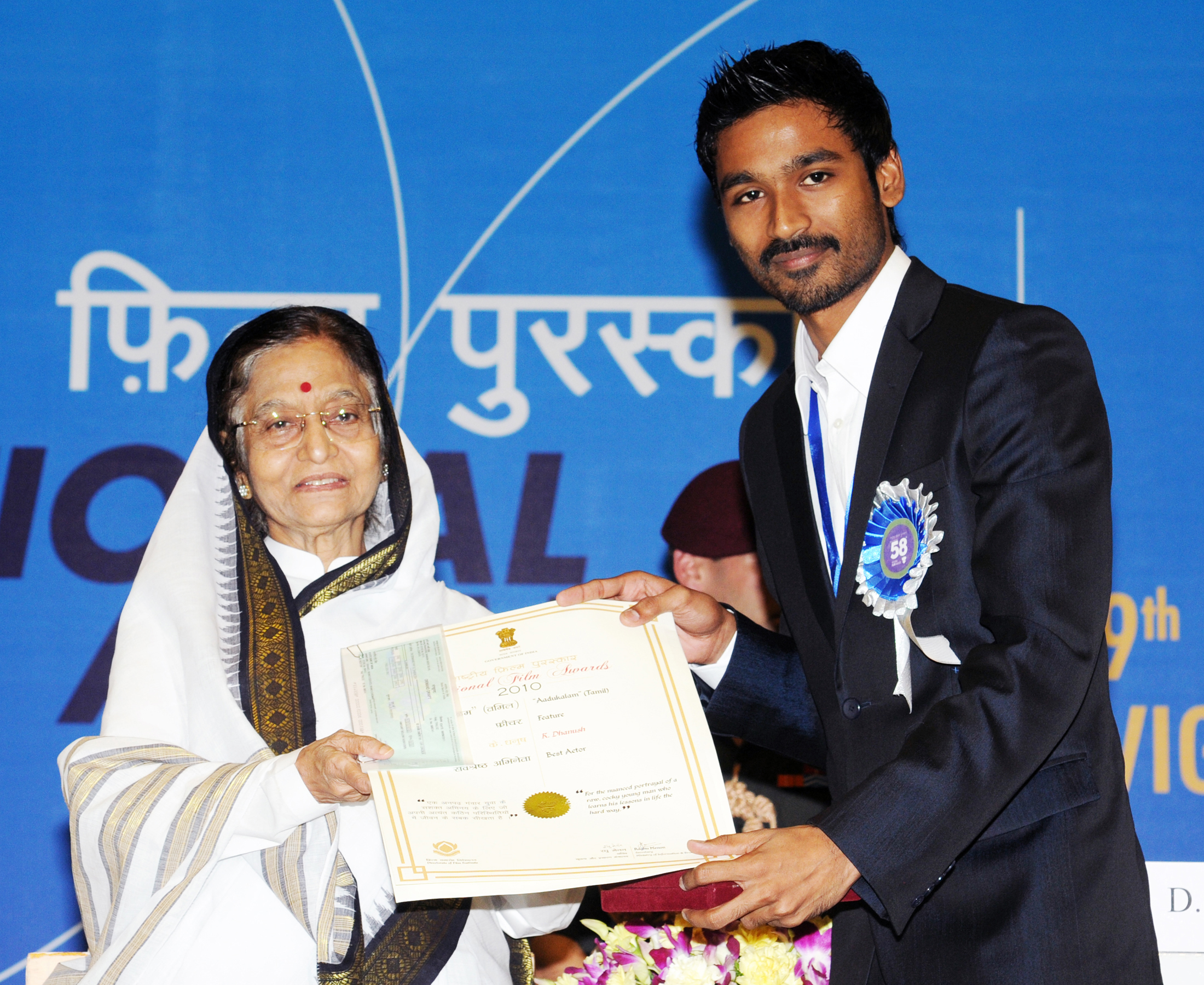
プラティバ・パティルから国家映画賞主演男優賞を受け取るダヌシュ

2002年に父カストゥリ・ラージャの『Thulluvadho Ilamai』で俳優デビューし、批評家から演技を高く評価された。2003年には兄セルヴァラーガヴァンの初監督作品『Kaadhal Kondein』にも出演しており、批評家から絶賛され興行的にも成功を収めた。同年には『Thiruda Thirudi』にも出演している。2004年に『Pudhukottaiyilirundhu Saravanan』『Sullan』に出演した。同年には父が監督した『Dreams』にも出演したが、同作は批評家から酷評され興行的にも失敗している。2005年に『Devathaiyai Kanden』に出演し、同作は後にテルグ語吹替版も上映された。同年にはバル・マヘンドラの『Adhu Oru Kana Kaalam』に出演している。
2006年に兄が監督した『Pudhupettai』に出演し、ダヌシュは批評家から高い評価を得た。同作は「Dhoolpet」のタイトルでテルグ語吹替版も上映されている。『Thiruvilaiyaadal Aarambam』ではシュリヤ・サランと共演した。2007年に『Parattai Engira Azhagu Sundaram』に出演するが、同作は興行的に失敗している。同年に出演した『Polladhavan』では、批評家から演技を高く評価された。2008年に『Yaaradi Nee Mohini』に出演し、同年にはラジニカーント主演の『Kuselan』にカメオ出演している。2009年にスラージの『Padikkadavan』に出演し、批評家から演技を高く評価された。2010年にはミスラン・ジャワハルの『Kutty』『Uthamaputhiran』に出演している。

### 2011年 - 2016年

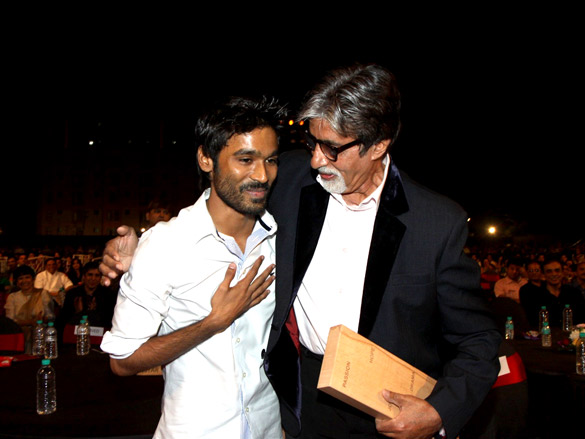
ビッグ・スター・エンターテインメント・アワード授賞式に出席するダヌシュとアミターブ・バッチャン

2011年にヴェトリマーランの『Aadukalam』に出演し、闘鶏士を演じた。同作は第58回国家映画賞で6つの賞を受賞し、ダヌシュは史上最年少で主演男優賞を受賞した俳優となった。同年にスブラーマニアム・シヴァの『Seedan』に出演しており、この他に『Mappillai』『Venghai』にも出演している。同年に兄が監督した『Mayakkam Enna』に出演してリチャー・ギャンゴパーディーと共演し、同作は批評家から高い評価を得た。2012年に妻アイシュワリヤーが監督した『3』ではプロデューサーと主役を務め、シュルティ・ハーサンと共演した。同作は劇中歌「Why This Kolaveri Di」が人気を集めたが、映画はミドル・ヒットに留まった。2013年に『Maryan』でパールヴァティー・ティルヴォトゥと共演した。同作は批評家から高い評価を得たものの、興行成績はミドル・ヒットに留まった。同年に出演した『Naiyaandi』も興行的には成功しなかった。またアーナンド・L・ラーイの『ラーンジャナー』でソーナム・カプールと共演し、ヒンディー語映画デビューした。
2014年にヴェールラージの『無職の大卒』に出演し、同作はダヌシュの25本目の出演作となり批評家から高い評価を得た。2015年にR・バールキの『Shamitabh』に出演した。同作は批評家から高い評価を得たが、興行的には失敗している。同年にK・V・アーナンドの『Anegan』に出演し、同作は批評家から絶賛され興行的にも成功を収めた。同年に『Maari』でカージャル・アグルワール、ロボ・シャンカル、ヴィジャイ・イエースダースと共演し、『Thanga Magan』ではサマンタ、エイミー・ジャクソン、K・S・ラヴィクマール、ラーディカー・サラトクマールと共演している。2016年には『Thodari』『Kodi』に出演している。

### 2017年以降
2017年に『Pa Paandi』で監督デビューした。同年にはサウンダリヤー・ラジニカーントの『無職の大卒 ゼネコン対決編』に出演し、同時にプロデューサー、原案も手掛けている。2018年にはケン・スコットの『クローゼットに閉じこめられた僕の奇想天外な旅』に出演し、海外映画デビューした。

## 音楽活動
2004年に出演した『Pudhukottaiyilirundhu Saravanan』でプレイバックシンガーを務め、『Pudhupettai』『Aayirathil Oruvan』『Mayakkam Enna』でも務めている。2011年に「Why This Kolaveri Di」がYouTubeで公開され、同曲はインドで最も閲覧された歌となった。曲の多くはアニルド・ラヴィチャンダルが作曲し、ダヌシュが作詞を手掛けている。『Vajrakaya』では「No Problem」、『Thikka』では「Thikka」、『Ezhumin』では「Ezhada」を歌っている。

## フィルモグラフィ
| 公開年 | 邦題 原題                                                                           | 役名                          | 備考                  |
| ------ | ----------------------------------------------------------------------------------- | ----------------------------- | --------------------- |
| 2011   | Aadukalam                                                                           | K.P.Karuppu                   |                       |
| 2013   | ラーンジャナー Raanjhanaa                                                           | クンダン                      |                       |
| 2014   | 無職の大卒 Velaiilla Pattadhari                                                     | ラグヴァラン                  | 兼製作                |
| 2015   | マーリ Maari                                                                        | マーリ                        | 兼製作                |
| 2015   | 尋問 Visaaranai                                                                     | N/A                           | 製作                  |
| 2017   | 無職の大卒 ゼネコン対決編 Velaiilla Pattadhari 2                                    | ラグヴァラン                  | 兼脚本・製作          |
| 2018   | クローゼットに閉じこめられた僕の奇想天外な旅 The Extraordinary Journey of the Fakir | アジャ                        |                       |
| 2018   | Maari 2                                                                             | マーリヤパン（マーリ）        | 兼製作                |
| 2019   | Asuran                                                                              | Sivasamy                      |                       |
| 2021   | カルナン（原題） Karnan                                                             | カルナン                      |                       |
| 2021   | トリッキー・ワールド Jagame Thandhiram                                              | スルリ                        | Netflixオリジナル映画 |
| 2022   | グレイマン The Gray Man                                                             | アヴィク・サン / ローンウルフ | Netflixオリジナル映画 |